# Renée van der Schoot
Renée Anne Elizabeth van der Schoot (Amsterdam, 22 maart 1989) is een Nederlands programmamaker, presentatrice en verslaggever. Ze begint haar carrière als redacteur, maar presenteert tegenwoordig programma's voor zowel televisie als internet.

## Biografie en carrière
Van der Schoot wordt geboren in Amsterdam en studeert communicatie met journalistieke vakken. Tijdens haar opleiding loopt ze stage bij een castingbureau en komt ze in de tv-wereld terecht. Ze begint achter de schermen als redacteur bij een productiehuis, maar gaat al vrij snel aan de slag als presentatrice. Haar eerste presentatieklus is de YouTube-serie Evening Birds..
Niet lang daarna begint ze als tv-presentatrice. Het eerste programma dat ze op televisie presenteert, is Efteling voor Omroep Brabant. Vanaf 2016 is ze ook bij de landelijke omroepen te zien. Zo gaat ze dat jaar aan de slag als verslaggever bij PowNews waar ze verschillende ministers en andere publieke figuren aan de tand voelt. Daarnaast presenteert ze Idols Backstage voor RTL Nederland. Ook presenteert ze de Koningsdag-uitzending van Radio 538.
Naast haar tv-werk blijft Van der Schoot ook online actief. Zo presenteert ze de webseries Volg de Baas en FERZUZ en is ze verslaggever bij de populaire actualiteitenwebsite GeenStijl. Ook bedenkt en presenteert ze de Gewoon een VKMag Show voor VK Mag en is ze kandidaat in de webserie de Road to Robinson van Expeditie Robinson. Tegenwoordig heeft Van der Schoot een eigen YouTubekanaal. Met haar populaire onderzoeksjournalistieke video's verschijnt ze regelmatig in het nieuws, zowel nationaal als internationaal.